# FK Sutjeska Nikšić
Maillots
Le Fudbalski klub Sutjeska Nikšić (en monténégrin : Фудбалскли клуб Сутјеска Никшић), plus couramment abrégé en FK Sutjeska Nikšić, connu sous le nom de Sutjeska Meridianbet pour des raisons de parrainage, est un club monténégrin de football fondé en 1927 et basé dans la ville de Nikšić.

## Historique
- 1927 : fondation du club
- 2012-2013 : le club remporte son premier titre de champion du Monténégro

## Bilan sportif

### Palmarès
| Compétitions nationales | Compétitions yougoslaves |
| --- | --- |
| - Championnat du Monténégro (5) : - Champion : 2012-13, 2013-14, 2017-18, 2018-19 et 2021-22 - Vice-champion : 2014-15, 2019-20, 2020-21 et 2022-23. - Coupe du Monténégro (2) : - Vainqueur : 2016-17 et 2022-23. - Finaliste : 2006-07. | - Championnat de Yougoslavie D2 (5) : - Champion : 1963-64 (Gr. Est), 1965-66 (Gr. Est), 1969-70 (Gr. Sud), 1970-71 (Gr. Sud) et 1983-84 (Gr. Est). - Vice-champion : 1968-69 (Gr. Sud), 1974-75 (Gr. Est), 1982-83 (Gr. Est) et 1998-99 (Gr. Ouest). |

### Bilan par saison
| Saison    | Championnat | Championnat | Championnat | Championnat | Championnat | Championnat | Championnat | Championnat | Championnat | Championnat | Coupe du Monténégro |
| Saison    | Division    | Pos         | Pts         | J           | V           | N           | D           | BP          | BC          | Diff        | Coupe du Monténégro |
| --------- | ----------- | ----------- | ----------- | ----------- | ----------- | ----------- | ----------- | ----------- | ----------- | ----------- | ------------------- |
| 2006-2007 | 1re         | 8e          | 38          | 33          | 10          | 8           | 15          | 24          | 33          | -9          | Finale              |
| 2007-2008 | 1re         | 11e         | 26          | 33          | 5           | 11          | 17          | 19          | 44          | -25         | Huitièmes de finale |
| 2008-2009 | 1re         | 3e          | 63          | 33          | 18          | 9           | 6           | 45          | 23          | +22         | Quarts de finale    |
| 2009-2010 | 1re         | 7e          | 40          | 33          | 11          | 7           | 15          | 29          | 36          | -7          | Quarts de finale    |
| 2010-2011 | 1re         | 11e         | 34          | 33          | 9           | 7           | 17          | 32          | 54          | -22         | Quarts de finale    |
| 2011-2012 | 1re         | 8e          | 36          | 33          | 9           | 9           | 15          | 29          | 36          | -7          | Huitièmes de finale |
| 2012-2013 | 1re         | 1er         | 65          | 33          | 20          | 5           | 8           | 50          | 31          | +29         | Huitièmes de finale |
| 2013-2014 | 1re         | 1er         | 63          | 33          | 17          | 12          | 4           | 46          | 21          | +25         | Premier tour        |
| 2014-2015 | 1re         | 2e          | 69          | 33          | 20          | 9           | 4           | 58          | 23          | +35         | Demi-finales        |
| 2015-2016 | 1re         | 5e          | 54          | 33          | 15          | 9           | 9           | 46          | 31          | +15         | Huitièmes de finale |
| 2016-2017 | 1re         | 4e          | 55          | 33          | 15          | 10          | 8           | 43          | 25          | +18         | Vainqueur           |
| 2017-2018 | 1re         | 1er         | 79          | 36          | 24          | 7           | 5           | 55          | 23          | +32         | Quarts de finale    |
| 2018-2019 | 1re         | 1er         | 74          | 36          | 21          | 11          | 4           | 58          | 21          | +37         | Demi-finales        |
| 2019-2020 | 1re         | 2e          | 55          | 31          | 15          | 10          | 6           | 57          | 31          | +26         | Quarts de finale    |
| 2020-2021 | 1re         | 2e          | 57          | 36          | 15          | 12          | 9           | 56          | 34          | +22         | Quarts de finale    |

Légende
- Vainqueur de la compétition.
- Finaliste ou vice-champion de la compétition.
- Troisième de la compétition.

### Bilan européen
Note : dans les résultats ci-dessous, le score du club est toujours donné en premier
| Saison    | Compétition             | Tour             | Club               | Domicile | Extérieur | Total             |
| --------- | ----------------------- | ---------------- | ------------------ | -------- | --------- | ----------------- |
| 2003      | Coupe Intertoto         | Premier tour     | Union Luxembourg   | 3 - 0    | 1 - 1     | 4 - 1             |
| 2003      | Coupe Intertoto         | Deuxième tour    | Tampere United     | 0 - 1    | 0 - 0     | 0 - 1             |
| 2009-2010 | Ligue Europa            | Premier tour Q   | MTZ-RIPA Minsk     | 1 - 1    | 1 - 2     | 2 - 3             |
| 2013-2014 | Ligue des champions     | Deuxième tour Q  | Sheriff Tiraspol   | 0 - 5    | 1 - 1     | 1 - 6             |
| 2014-2015 | Ligue des champions     | Deuxième tour Q  | Sheriff Tiraspol   | 0 - 3    | 0 - 2     | 0 - 5             |
| 2015-2016 | Ligue Europa            | Premier tour Q   | Debrecen VSC       | 2 - 0    | 0 - 3     | 2 - 3             |
| 2017-2018 | Ligue Europa            | Premier tour Q   | Levski Sofia       | 0 - 0    | 1 - 3     | 1 - 3             |
| 2018-2019 | Ligue des champions     | Premier tour Q   | FK Astana          | 0 - 2    | 0 - 1     | 0 - 3             |
| 2018-2019 | Ligue Europa            | Deuxième tour Q  | Alashkert FC       | 0 - 1    | 0 - 0     | 0 - 1             |
| 2019-2020 | Ligue des champions     | Premier tour Q   | Slovan Bratislava  | 1 - 1 ap | 1 - 1     | 2 - 2 (3 - 2 tab) |
| 2019-2020 | Ligue des champions     | Deuxième tour Q  | APOEL Nicosie      | 0 - 1    | 0 - 3     | 0 - 4             |
| 2019-2020 | Ligue Europa            | Troisième tour Q | Linfield FC        | 1 - 2    | 2 - 3     | 3 - 5             |
| 2020-2021 | Ligue Europa            | Premier tour Q   | Borac Banja Luka   | N/A      | 0 - 1     | 0 - 1             |
| 2021-2022 | Ligue Europa Conférence | Premier tour Q   | FC Gagra           | 1 - 0    | 1 - 1     | 2 - 1             |
| 2021-2022 | Ligue Europa Conférence | Deuxième tour Q  | Maccabi Tel-Aviv   | 0 - 0    | 1 - 3     | 1 - 3             |
| 2022-2023 | Ligue des champions     | Premier tour Q   | Ludogorets Razgrad | 0 - 1    | 0 - 2     | 0 - 3             |
| 2022-2023 | Ligue Europa Conférence | Deuxième tour Q  | KÍ Klaksvík        | 0 - 0    | 0 - 1     | 0 - 1             |
| 2023-2024 | Ligue Europa Conférence | Premier tour Q   | SS Cosmos          | 1 - 0    | 1 - 1     | 2 - 1             |
| 2023-2024 | Ligue Europa Conférence | Deuxième tour Q  | FC Santa Coloma    | 2 - 0    | 0 - 3 ap  | 2 - 3             |
| 2025-2026 | Ligue Conférence        | Premier tour Q   | Dinamo Brest       | 1 - 2    | 2 - 0     | 3 - 2             |
| 2025-2026 | Ligue Conférence        | Deuxième tour Q  | Beitar Jérusalem   | 1 - 2    | 2 - 5     | 3 - 7             |

Légende
- Victoire ou qualification pour le tour suivant.
- Match nul.
- Défaite ou élimination de la compétition.

## Personnalités du club

### Présidents
- Andrija Piro Vujović
- Ranko Jovović

### Entraîneurs
- Nikola Rakojević

### Joueurs
- Mirko Vučinić
- Vukasin Poleksic
- /  Miodrag Krivokapić